# Xã Pine, Quận Columbia, Pennsylvania
Xã Pine (tiếng Anh: Pine Township) là một xã thuộc quận Columbia, tiểu bang Pennsylvania, Hoa Kỳ. Năm 2010, dân số của xã này là 1.046 người.